# Kamień runiczny z Brogård

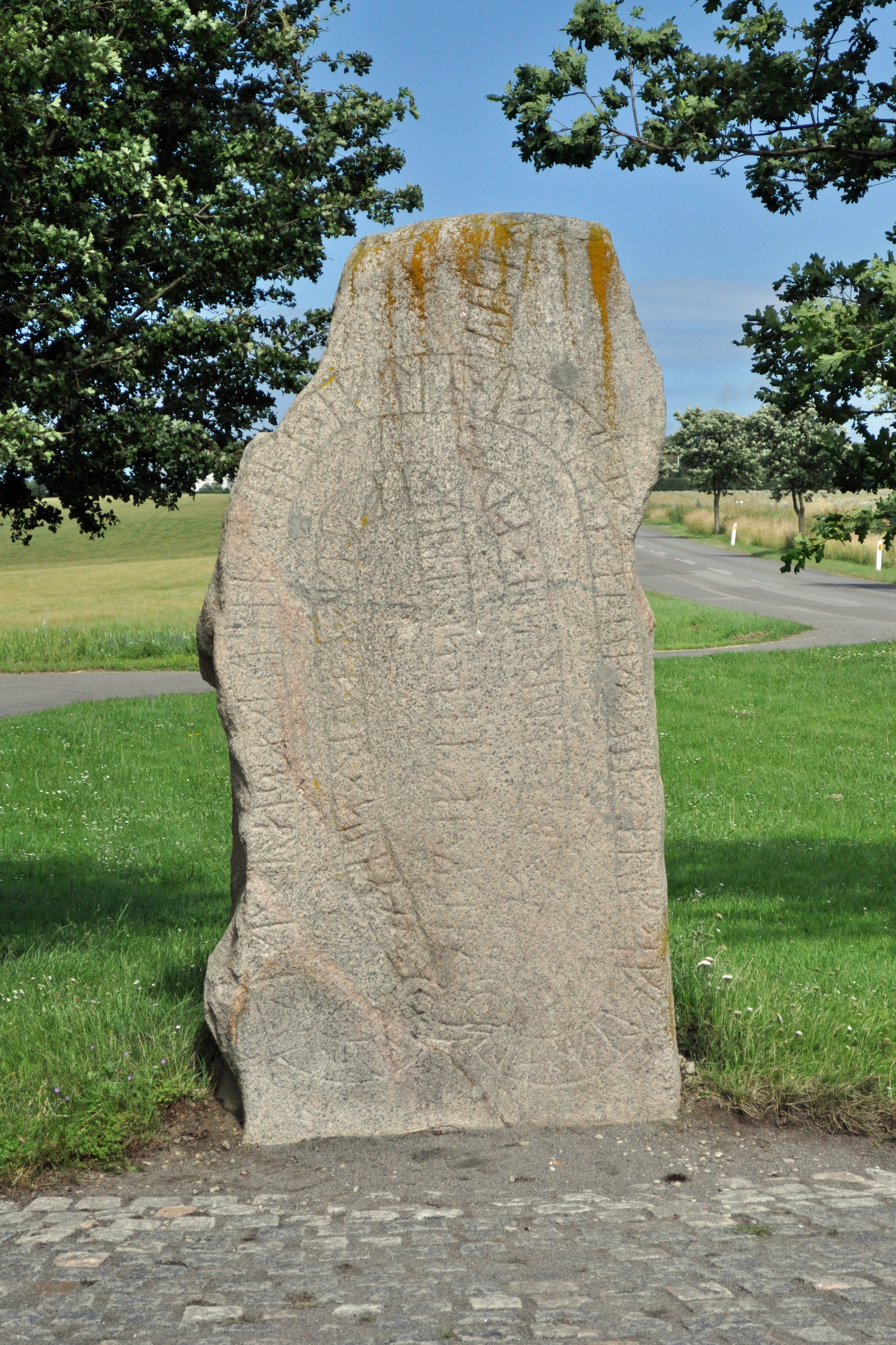
Kamień runiczny z Brogård

Kamień runiczny z Brogård (ozn. DK Bh 3) – kamień runiczny znajdujący się na duńskiej wyspie Bornholm. Usytuowany jest przy skrzyżowaniu trasy z Hasle do Rønne z drogą wiodącą do Klemensker.
Głaz waży ponad 2 tony i ma 2,6 m wysokości, jest największym takim obiektem na wyspie. Na jego powierzchni wyryto inskrypcję runiczną datowaną na okres między 1050 a 1150 rokiem. Przed 1868 rokiem kamień znajdował się wmurowany w most na rzece Baggeå, skąd następnie został wydobyty i w 1965 roku ustawiony w obecnej lokalizacji.
Tekst wyrytej na kamieniu inskrypcji głosi:
: suenk|i|R : lit : raisa : stein : þena : eftiR : tosta : faþur : sin : auk : eftiR : alflak : broþur : sin : auk : eftiR : moþ|u|r : sina : | : auk : eftiR : sy|s|tur | sina :
co znaczy:
Svenger postawił ten kamień dla swojego ojca Toste, swojego brata Alvlaka, swojej matki i swoich sióstr.